# Яр Ведмежий
Яр Ведмежий — балка (річка) в Україні у Бобринецькому й Устинівському районах Кіровоградської області. Права притока річки Інгулу (басейн Чорного моря).

## Опис
Довжина балки приблизно 12,83 км, найкоротша відстань між витоком і гирлом — 9,73 км, коефіцієнт звивистості річки — 1,32. Формується декількома струмками та загатами. На деяких ділянках балка пересихає.

## Розташування
Бере початок на південно-західній стороні від села Переможне. Тече переважно на південний схід через село Медвежу Балку і у селі Завтурове впадає в річку Інгул, ліву притоку річки Південного Бугу.

## Цікаві факти
- На балці існують водокачки[2].